# Amata pembertoni
Amata pembertoni là một loài bướm đêm thuộc phân họ Arctiinae, họ Erebidae.